# Vitis chungii
Vitis chungii — вид рослин з роду Виноград (Vitis). Ендемік для Китаю (провінції: Фуцзянь, Гуандун, Гуансі, Цзянсі). Зростає у лісах, чагарниках, в долинах й на схилах пагорбів, на висоті від 200 до 1000 метрів над рівнем моря.

## Опис
Рослина полігамно-дводомна. Гілки голі, з поздовжніми гребенями. Листя просте. Прилистки коричневі, від 2,5 до 3 мм завдовжки та від 1 до 1,2 мм завширшки, ланцетні, голі, плівчасті. Черешок голий, розміром від 1 до 3,5 см. Листкова пластинка овально-ланцетна від 4 до 15 см завдовжки та від 2 до 8 см завширшки, гола. Квітконіжка гола, розміром від 1 до 2,5 мм. Бруньки оберненояйцеподібні, верхівка закруглена, розміром від 1 до 1,4 мм. Чашечка цільна. Тичинки ниткоподібні, розміром від 0,8 до 1,2 мм. Ягода куляста, від 8 до 10 мм у діаметрі. Колір ягоди пурпурово-червоний.